# بليك ويلر
بليك ويلر (بالإنجليزية: Blake Wheeler)‏ هو لاعب هوكي الجليد أمريكي، ولد في 31 أغسطس 1986 في بليموث في الولايات المتحدة.

## وصلات خارجية
- بليك ويلر على موقع دوري الهوكي الوطني (الإنجليزية)
- بليك ويلر على موقع قاعة مشاهير الهوكي (لاعب أن.إتش.أل) (الإنجليزية)
- بليك ويلر على موقع EliteProspects.com (الإنجليزية)
- بليك ويلر على موقع Eurohockey.com (الإنجليزية)
- بليك ويلر على موقع HockeyDB.com (الإنجليزية)
- بليك ويلر على موقع Hockey-Reference.com (الإنجليزية)
- بليك ويلر على موقع أوليمبيديا (الإنجليزية)